# Juan Pablo Orrego

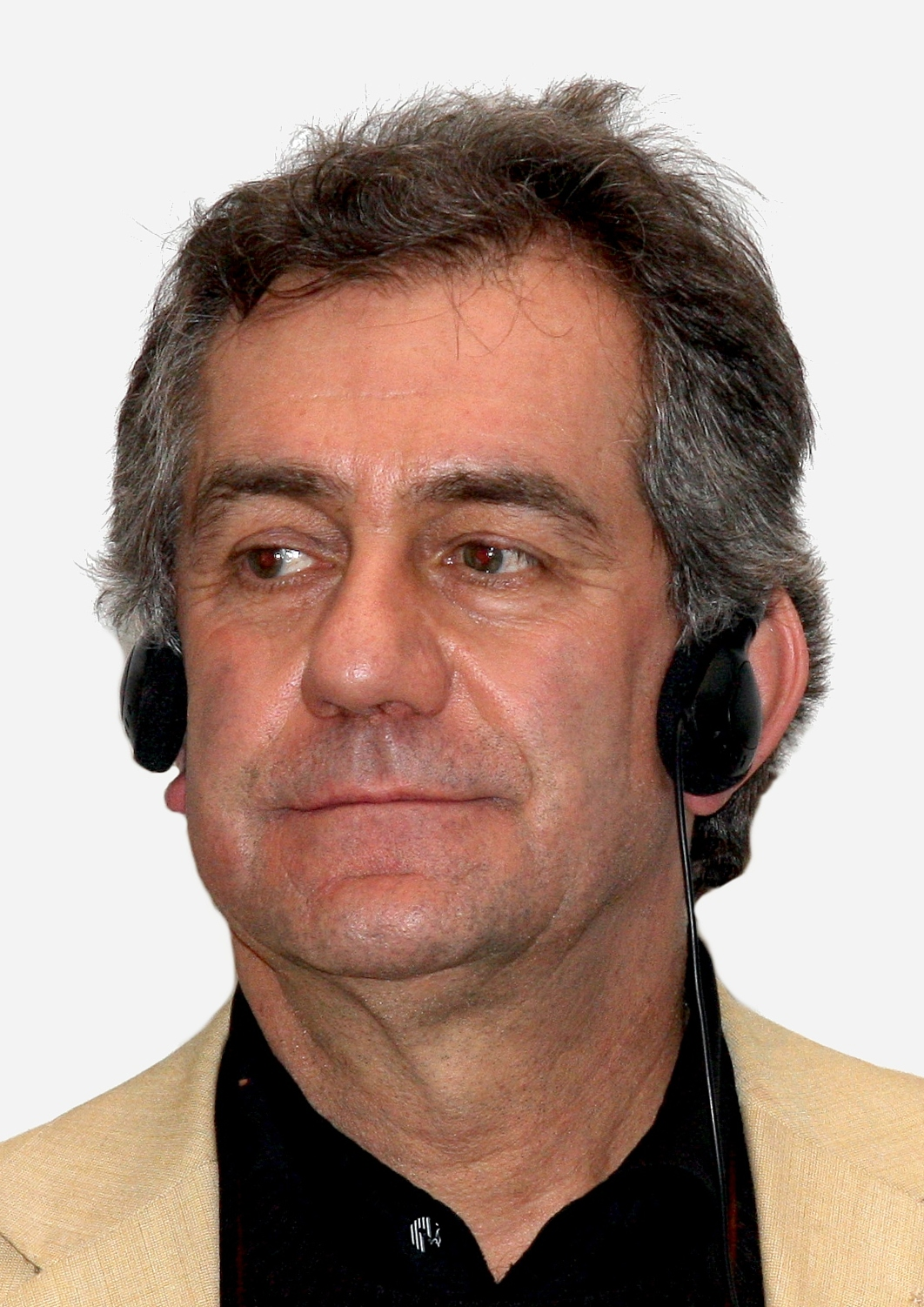
Juan Pablo Orrego (2010)

Juan Pablo Orrego é um ecologista, músico e ambientalista chileno. Ele é o actual presidente da Ecosistemas (ONG). Ele é uma das vozes ambientais mais influentes no Chile e na América Latina como consequência da sua importante participação em campanhas contra projetos de barragens no Chile que ameaçavam comunidades locais e valiosos ecossistemas. Em 1998, ele recebeu o prémio Right Livelihood "pela sua coragem pessoal, abnegação e perseverança em trabalhar pelo desenvolvimento sustentável no Chile".

## Biografia
Durante a década de 1990, foi presidente do grupo activista Grupo de Acción por el Biobío, que representa o povo indígena Pehuenche na região de Bío-Bío. Ele foi agraciado com o Prémio Ambiental Goldman em 1997 pela sua organização de protestos contra os danos ecológicos de uma série de projectos de barragens a construir envolvendo o rio Bíobío.